# 磯部巌
磯部 巌（いそべ いわお、1901年（明治34年）7月21日 - 1998年（平成10年）9月8日）は、日本の内務官僚。日本中央競馬会保健組合顧問。（株）山一土建相談役。弁護士磯部醇の長男。

## 経歴
愛知県名古屋市出身。1924年（大正13年）高等試験行政科試験合格。1925年（大正14年）東京帝国大学法学部法律学科（独法）卒業。内務省に入り警保局図書課勤務を経て1927年（昭和2年）島根県警防課長となり、山梨・滋賀・長崎各県事務官、行政裁判所評定官、大分県学務部長、厚生省社会保険局庶務課長、茨城・兵庫・福井・福島各県内政部長、秋田県知事を歴任。
1949年（昭和24年）、参議院労働委員会専門員に任ぜられる。1955年（昭和30年）に辞任。
1959年（昭和34年）、愛知県知事選挙に日本社会党公認で立候補するも、現職の桑原幹根に敗れ落選。
1998年（平成10年）9月8日、肺炎により死去。97歳没。

## 人物像
趣味は読書音楽。宗教は真宗。住所は東京都目黒区上目黒。

## 家族・親族

### 磯部家
（岐阜県、愛知県名古屋市、東京都）
- 妻・国子（愛知県、沢重元四女[2]）

1906年（明治39年）4月生 -
- 長女[3]

1929年（昭和4年）生 -
- 男・晶[3]

1931年（昭和6年）生 -
- 次男・克[2]

1938年（昭和13年）8月生 -
- 三男・力[2]

1944年（昭和19年）7月生 -